# Vittorio Frascani
Vittorio Frascani (San Casciano in Val di Pesa, 12 marzo 1857 – Pisa, 25 marzo 1927) è stato un medico e politico italiano.

## Biografia
Medico chirurgo, ginecologo e ostetrico laureato a Firenze, di idee repubblicane, venne eletto sindaco di Pisa per tre volte nel periodo dal 1900 al 1920, rimanendo in carica in tutto per circa otto anni.
Si sposò due volte: con Bianca Soliani, bolognese di buona famiglia, da cui ebbe quattro figli, e con Giulia Fioravanti, vedova fiorentina.
Morì a Pisa il 25 marzo 1927, due settimane dopo aver compiuto i 70 anni di età.

## Riconoscimenti
- Il Comune di Pisa gli ha intitolato una via nel quartiere di Pisanova nel 1978.